# ماجرای فرنکاپ
ماجرای فرنکاپ یک حادثه در آب‌های بین‌المللی در ۴ نوامبر ۲۰۰۹ بود که در آن نیروی دریایی اسرائیل یک کشتی باری ام‌وی فرنکاپ را در شرق دریای مدیترانه توقیف کرد. محموله کشتی دارای صدها تن اسلحه بود که گفته می‌شد از ایران به حزب‌الله در حال انتقال بود. این حادثه با نام عملیات نظامی آن، عملیات چهار گونه نیز شناخته می‌شود.

## عملیات
فرماندهان اسرائیلی گزارش‌های اطلاعاتی دریافت کرده بودند که کشتی ام‌وی فرنکاپ اسلحه‌هایی از ایران را حمل می‌کند و قرار است که به حزب‌الله منتقل کند. به گزارش روزنامه شرق‌الاوسط، آمریکا با اطلاع از کشف این محموله توسط اسرائیل،‌ با هرگونه حمله به کشتی مخالفت کرد.
در ۴ نوامبر ۲۰۰۹، این کشتی توسط یک قایق موشکی نیروی دریایی اسرائیل مخابره شد که توقف کند و برای بازرسی آماده شود. این بازررسی، یک بازررسی معمولی از سوی تکاوران معرفی شد و به همین خاطر کاپیتان کشتی، با بازررسی موافقت کرد. پس از آنکه تکاورهای نیروی دریایی شایتت ۱۳ بدون مقاومت سوار کشتی شدند؛ بازررسی از بخشی از کشتی آغاز شد. نیروی دریایی ارتش اسرائیل مدعی شده است که خدمه از قاچاق ادعایی آگاهی نداشتند و با تکاورها همکاری کردند. این تکاورها کانتینرهای حمل و نقل را باز کردند و جعبه‌های اسلحه و مهمات که بین کیسه‌های پلی‌اتیلن قرار داشت را کشف کردند.

## مبدا و مقصد کشتی
به گفته ارتش اسرائیل، کشتی محموله را در دمیاط، مصر بارگیری کرد. این محموله با کشتی ای که در تاریخ ۲۵ اکتبر از بندرعباس، ایران حرکت کرده بود، وارد مصر شد. مقامات اسرائیلی بر این باورند که این محموله با چندین کشتی از خلیج فارس و با گذر از کانال سوئز و دریای سرخ به بندر مصر منتقل و با پرچم‌های مختلف حمل شده است.
این کشتی قرار بود به سمت لیماسول قبرس و سپس لاذقیه سوریه برود و آخر هفته را در بندر لبنان پهلو بگیرد. ارتش اسرائیل مظنون بود که این محموله برای حزب‌الله ارسال شده که در حال جنگ با اسرائیل بود. بعد از جنگ، قطعنامه ۱۷۰۱ شورای امنیت سازمان ملل متحد حمل اسلحه به حزب‌الله را ممنوع کرد. در سال ۲۰۱۰، قطعنامه ۱۹۲۹ شورای امنیت کشورها را مجاز به توقیف مواردی از جمله اسلحه کرد که صادرات آن در ایران ممنوع است.
به گزارش لس آنجلس تایمز هیچ مدرکی برای اینکه مقصد این کشتی حزب الله لبنان بوده است توسط اسرائیل منتشر نشده است.‌ از سوی دیگر هیچ مدرکی که ثابت کند مبدا این محموله ایران بوده است منتشر نشده است.

## حجم بار
سخنگوی ارتش اسرائیل (IDF) حجم بار را ده‌ها کانتینر عنوان کرد. یکی از فرماندهان نیروی دریایی اسرائیل گفت: میزان سلاح‌های کشف شده ده برابر بیشتر از سلاح‌های کشف شده در عملیات کشتی نوح است. در گزارش نیروی دریایی ارتش اسرائیل آمده است که از میان ۴۰۰ کانتینر این کشتی، ۳۶ کانتینر حاوی سلاح بوده است.
این محموله اسلحه ۳۲۰ تن وزن داشت و در کانتینرهایی که با کد حمل و نقل ایران مشخص شده بود، نگهداری می‌شد. ارتش اسرائیل گفت که این محموله معادل حدود ده درصد از سهام حزب‌الله است. این محمولهٔ اسلحه بزرگ‌ترین محمولهٔ کشف شده به دست اسرائیل بوده‌است.
سلاح‌های کشف و ضبط شده، شامل ۹۰۰۰ خمپاره‌انداز، ۲۱۲۵ موشک کاتیوشا ۱۰۷ میلی‌متری، ۶۸۵ فیوز موشک، ۶۹۰ راکت ۱۲۲ میلیمتری، 21100 F-۱ نارنجک دستی، و ۵۶۶٬۲۲۰ گلوله کلاشنیکف بود.

## واکنش‌ها

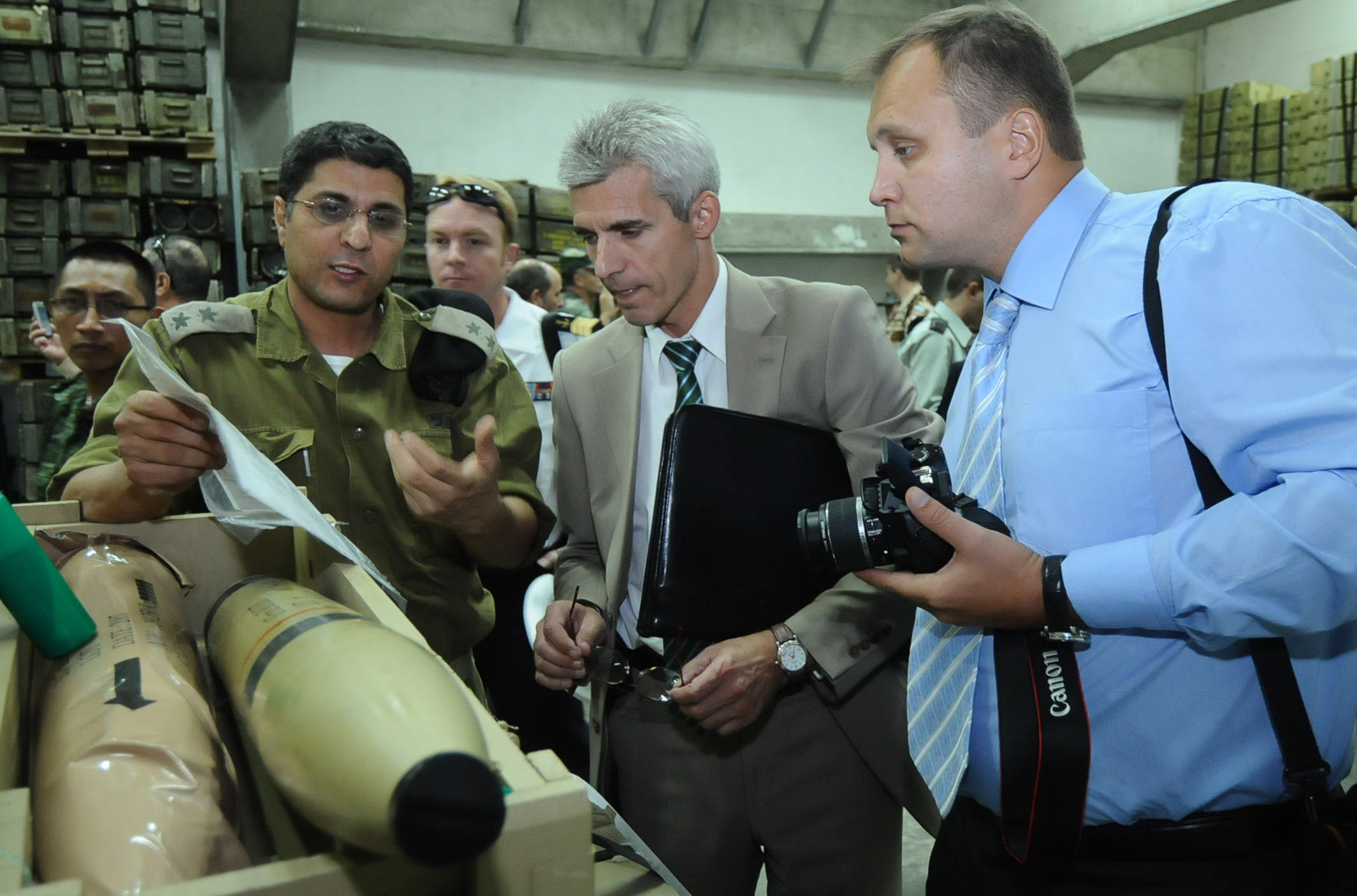
سفیران و وابسته‌های نظامی شاهد اسلحه‌های توقیف شده از فرنکاپ هستند

در تاریخ ۵ نوامبر ۲۰۰۹، سفیران و دیپلمات‌های ۴۴ کشور، وابستگان نظامی ۲۷ ارتش در جهان و رسانه‌های بین‌المللی توسط اسرائیل و وزارت خارجه دعوت شدند تا اسلحه و مهمات ضبط شده از کشتی فرنکاپ را به آن‌ها نشان دهند. با این وجود برخی منابع به امکان ساختگی بودن این رویداد اشاره کرده‌اند که می‌تواند با هدف ایجاد فاصله بین ایران و دیگر کشورها همچون آمریکا برای رسیدن به صلح باشد.

### فلسطین
فلسطینی‌ها از این اقدام اسرائیل، احساس خطر کردند که شاید اسرائیل به دنبال بهانه برای لغو صلح و آتش‌بس باشد. غسان خطیب، سخنگوی تشکیلات خودگردان فلسطینی اظهار داشت که «از آنجا که رهبری و جامعه اسرائیل آمادگی صلح را ندارند، از هر بهانه‌ای برای اجتناب از تعهدات صلح استفاده می‌کنند، و یکی مسئله حمل و نقل ایرانی است».

### اسرائیل
رئیس‌جمهور اسرائیل شیمون پرز گفت: «امروز همه جهان می‌توانند فاصله زیادی بین سوریه و اظهارات ایران و فعالیت‌های واقعی آنان را ببینند. توقیف کشتی نه تنها از نظر نظامی بسیار مهم است، بلکه از اهمیت سیاسی نیز برخوردار است. با واقعیت‌ها نمی‌توان استدلال کرد.» نخست‌وزیر بنیامین نتانیاهو آن را «یک جنایت جنگی دانست که شورای امنیت سازمان ملل متحد باید جلسه ویژه‌ای دربارهٔ آن تشکیل دهد». نتانیاهو مدعی شده است که این تسلیحات برای حمله به شهرهای اسرائیل تدارک دیده شده است.

### لبنان
حزب‌الله لبنان با صدور بیانیه‌ای مطبوعاتی «هرگونه ارتباط با سلاح‌هایی را که دشمن صهیونیستی ادعا می‌کند آن‌ها را در کشتی فرنکاپ ضبط کرده» تکذیب کرد. مقامات رسمی لبنان هیچ واکنشی به این موضوع نشان ندادند.

### ایران
مقامات ایرانی، اتهامات اسرائیل را به طور کلی تکذیب کردند. یک منبع رسانه‌ای ایرانی ادعا کرد که هدف «تبلیغات اسرائیل» حواس‌پرتی رسانه‌ها از ادعاهای سازمان ملل در مورد جنایات جنگی اسرائیل در طول جنگ غزه (۲۰۰۸–۲۰۰۹) است. پس از انتشار عکس‌های این محموله توسط اسرائیل، خبرگزاری ایرنا ادعا کرد که اسلحه‌ها و تجهیزات از «وزارت سپاه» جعل شده و وزارت سپاه بیش از ۲۰ سال است که به «وزارت دفاع» تغییر نام داده و «اگر کشوری قصد ارسال محموله مخفی اسلحه به کشور دیگری را داشته باشد، محموله را با توضیحات کامل علامت‌گذاری نمی‌کند».

### سوریه
وزیر امور خارجه سوریه ولید معلم حمل تسلیحات در این کشتی را تکذیب کرد و تمام بار کشتی را، کالاهای غیرنظامی دانست. او در پیامی، بدون اشاره به اسرائیل، از دزدان دریایی که در تجارت بین سوریه و ایران اخلال ایجاد می‌کنند اعلام انزجار کرد. یکی از مقام‌های وزارت امور خارجه سوریه، هدف اسرائیل از این اقدام را «پرت کردن حواس‌ها از جنایت‌ها در نوار غزه» دانست.